# دانشگاه واسدا
دانشگاه واسدا (به ژاپنی: 早稲田大学 Waseda Daigaku) در سال ۱۸۸۲ میلادی تأسیس شده‌است و قدیمی‌ترین دانشگاه خصوصی ژاپن به شمار می‌رود. در غرب توکیو و در منطقهٔ شینجوکو واقع شده‌است و دارای ۱۳ دانشکده می‌باشد. در سال ۲۰۰۶ بیش از ۵۰ هزار دانشجو در واسدا مشغول به تحصیل بوده‌اند.